# Clement Papa
Clement Papa (Mount Hagen, 22 febbraio 1971) è un arcivescovo cattolico papuano, dal 18 marzo 2025 arcivescovo metropolita di Mount Hagen.

## Biografia
È nato il 22 febbraio 1971 a Mount Hagen.

### Formazione e ministero sacerdotale
Dopo aver frequentato il seminario è stato ordinato presbitero il 3 dicembre 1999. Successivamente nel 2003 si è trasferito a Roma per proseguire gli studi e nel 2006 ha ottenuto la licenza in teologia dogmatica presso la Pontificia Università Urbaniana.

### Ministero episcopale
Il 17 maggio 2024 papa Francesco lo ha nominato arcivescovo coadiutore di Mount Hagen. Ha ricevuto la consacrazione episcopale il 3 agosto successivo dall'arcivescovo metropolita di Mount Hagen Douglas William Young, co-consacranti il vescovo di Wabag Arnold Orowae e quello di Kundiawa Paul Sundu. Il 18 marzo 2025 è succeduto all'arcivescovo Douglas William Young, dimessosi per raggiunti limiti d'età.

## Genealogia episcopale
- Cardinale Scipione Rebiba
- Cardinale Giulio Antonio Santori
- Cardinale Girolamo Bernerio, O.P.
- Arcivescovo Galeazzo Sanvitale
- Cardinale Ludovico Ludovisi
- Cardinale Luigi Caetani
- Cardinale Ulderico Carpegna
- Cardinale Paluzzo Paluzzi Altieri degli Albertoni
- Papa Benedetto XIII
- Papa Benedetto XIV
- Cardinale Enrico Enriquez
- Arcivescovo Manuel Quintano Bonifaz
- Cardinale Buenaventura Córdoba Espinosa de la Cerda
- Cardinale Giuseppe Maria Doria Pamphilj
- Papa Pio VIII
- Papa Pio IX
- Cardinale Raffaele Monaco La Valletta
- Cardinale Francesco Satolli
- Cardinale William Henry O'Connell
- Cardinale Richard James Cushing
- Cardinale John Joseph Wright
- Arcivescovo George Elmer Bernarding, S.V.D.
- Arcivescovo Michael Meier, S.V.D.
- Arcivescovo Douglas William Young, S.V.D.
- Arcivescovo Clement Papa